# Jonas Neubauer
Jonas Neubauer (Los Angeles, 19 aprile 1981 – Kaaawa, 5 gennaio 2021) è stato un videogiocatore di Tetris statunitense, 7 volte campione al Classic Tetris World Championship.
Era anche noto coi nickname Jonas, nubbinsgoody, Bunbun.

## Biografia

### Carriera
Titolare di un pub, Neubauer aveva giocato per la prima volta a Tetris all'età di 6-7 anni sul Macintosh dello zio, per poi passare alla versione per NES all'età di nove.
Nel novembre 2006 riportò la prima registrazione nota di un "maxout" (999,999 punti) documentato durante una partita, mentre nel settembre 2008 caricò un video in cui per la prima volta il "maxout" veniva ottenuto in una partita cominciata al livello 19.
Neubauer partecipò al primo Classic Tetris World Championship nel 2010, competizione che vinse sconfiggendo Harry Hong in finale. Ottenne il primo posto anche nei successivi tre tornei, per poi piazzarsi al secondo posto nel 2014 dopo essere stato sconfitto da Hong. Neubauer si aggiudicò quindi tre campionati mondiali consecutivi (2015, 2016, 2017), finché nella finale del 2018 non venne sconfitto dal sedicenne Joseph Saelee.
Nel giugno 2018, Neubauer ottenne il record mondiale per quello che allora era il punteggio più alto: 1,245,200 punti.

### Morte
Il 5 gennaio 2021 Neubauer, che si trovava alle Hawaii, morì all'età di 39 anni per un'aritmia improvvisa. Il decesso venne annunciato quattro giorni dopo su tutti i suoi profili social.